# 広田伝蔵
広田 伝蔵（ひろた でんぞう、1892年（明治25年）4月15日 - 1957年（昭和32年）4月10日）は、東京市区長。教育者。

## 経歴
青森県出身。1917年（大正6年）、東京高等師範学校を卒業。沖縄県師範学校教諭を経てアメリカ合衆国に留学し、1923年（大正12年）にコロラド師範大学を卒業した。帰国後、文部省普通教育局嘱託を経て、1925年（大正14年）に東京市に入り、視学、視学課長を務めた。
1938年（昭和13年）、杉並区長となり、翌年には四谷区長に、1943年（昭和18年）には本郷区長に転じた。

## 著書
- 『米国現代の教育』明治図書、1925年8月。NDLJP:980374。
- 『米国に於ける新小学校の施設と実際』桃李書院、1926年6月。NDLJP:938099。